# What Shall We Do Now?
Pistes de The Wall - Music From The Film
Mother
(10) Young Lust
(12)
Pistes de Is There Anybody Out There? The Wall Live 1980-81
Empty Spaces Young Lust
What Shall We Do Now? est une chanson du groupe de rock progressif britannique Pink Floyd écrite par Roger Waters. Elle apparaît sur la bande originale du film The Wall en 1982.
Ce titre devait initialement paraître sur l'album The Wall (1979), mais elle a été retirée à la dernière minute car elle rendait l'album trop long pour tenir sur le double 33 tours. Elle fut cependant jouée lors des concerts de la tournée qui suivit cet album, et se retrouve comme complément d'une minute à sa version abrégée Empty Spaces sur le disque Is There Anybody Out There? The Wall Live 1980-81.
Du côté des paroles, la chanson explore les mêmes thèmes que Empty Spaces, mais bénéficiait énormément des animations de Gerald Scarfe.
Malgré le fait que What Shall We Do Now? ne figure pas sur l'album The Wall, ses paroles sont restées sur la pochette et dans la liste des chansons. Roger Waters, auteur des deux chansons, tenta d'éclaircir la confusion dans une interview à Radio One :
« C'est le morceau qui n'est pas sur l'album. Il était très bien et bien qu'il ne figure pas sur le disque, on le joue sur scène. Il est très long et cette face est très longue. C'est le même air qu'Empty Spaces. Et même si Empty Spaces est très agréable à écouter dans son contexte, il n'est pas particulièrement fort. Nous avons mis Empty Spaces là où What Shall We Do Now? était prévu. Les paroles de la première sont très grossières. Empty Spaces va très bien à cet endroit. Ce qui est vraiment différent entre ces deux morceaux, c'est ce qui est dit ; « allons-nous acheter une nouvelle guitare, conduire une voiture plus puissante, etc. ». C'est à propos de comment on se protège de l'isolement en devenant obsédé par les idées des autres. La question c'est de savoir si c'est bien d'avoir une voiture puissante, ou d'être obsédé par l'idée d'être végétarien, ou d'aller se faire psychanalyser. Quoi qu'il en soit, tu adoptes les critères de quelqu'un d'autre sans les avoir analysés. »